# Marta Flantz

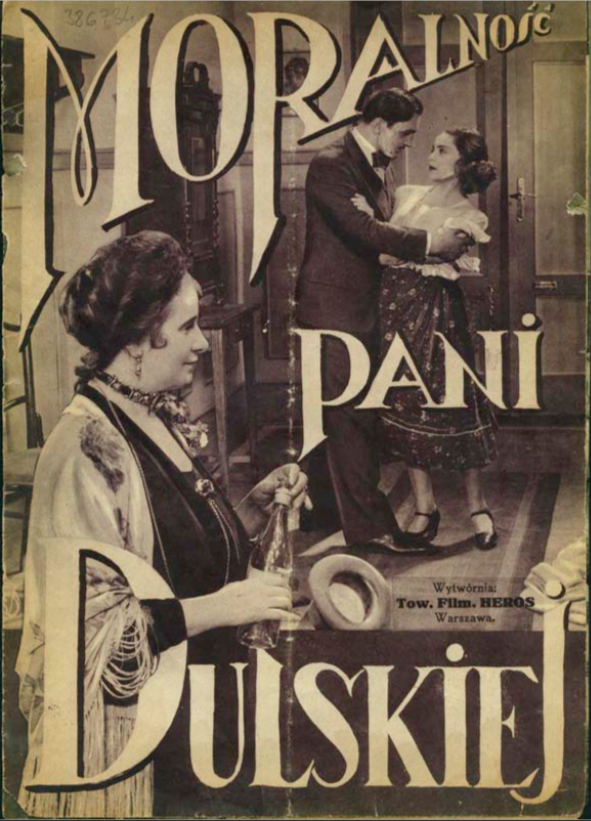
Reklama filmu Moralność pani Dulskiej (1930), na pierwszym planie Marta Flantz

Marta Flantz, także Flanz (ur. 1885, zm. 1938) – polska aktorka niemieckojęzyczna i reżyserka filmowa.

## Życiorys
Urodziła się w 1885. Uczyła się aktorstwa w Wiedniu u Maksa Reinhardta; grała po niemiecku. Była żoną reżysera Bolesława Landa. Wraz z Niną Niovillą, Stanisławą Perzanowską (współreżyserką filmu Jego wielka miłość; 1936) i Wandą Jakubowską była jedną z czterech kobiet, które podjęły się reżyserii pełnometrażowych filmów fabularnych w Polsce okresu międzywojennego.
W 1929 zagrała tytułową rolę w obrazie Moralność pani Dulskiej (1930) – pierwszym polskim filmie dźwiękowym, adaptacji dramatu Gabrieli Zapolskiej o tym samym tytule. Flantz była również współreżyserką zdjęć dźwiękowych. Ponieważ grała po niemiecku, jej rolę zdubbingowano. Kreację Flantz krytycy oceniali pozytywnie.
W latach 30. dołączyła do firmy producenckiej Leo-Film prowadzonej przez Marię Hirszbein. W 1933 do kin wszedł obraz Prokurator Alicja Horn, do którego Flantz razem z Bolesławem Landem napisali scenariusz na podstawie powieści Tadeusza Dołęgi-Mostowicza. Wraz z Michałem Waszyńskim zajęła się również reżyserią filmu. Dwa lata później już sama wyreżyserowała komedię romantyczną Kochaj tylko mnie produkcji Leo-Film. W rolach głównych wystąpili: debiutantka Lidia Wysocka, Kazimierz Junosza-Stępowski, Michał Znicz, Witold Zacharewicz i Helena Grossówna. Film opowiadał o perypetiach miłosnych gwiazdy teatru.
Marta Flantz zmarła w 1938.

## Twórczość
- 1929: Policmajster Tagiejew – rola Ciotuni[1]
- 1930: Moralność pani Dulskiej – rola Anieli Dulskiej, reżyseria scen dźwiękowych[7]
- 1931: Uwiedzona – rola Madame[1]
- 1933: Prokurator Alicja Horn – scenariusz i reżyseria[1]
- 1935: Kochaj tylko mnie – reżyseria[1]